# Bathymedon longirostris
Bathymedon longirostris is een vlokreeftensoort uit de familie van de Oedicerotidae. De wetenschappelijke naam van de soort is voor het eerst geldig gepubliceerd in 1998 door Jaume, Cartes & Sorbe.